# احمد مرادی
احمد مرادی (زاده ۱۳۴۷، بندرعباس) چهره سیاسی ، خلبان و نمایندهٔ دورهٔ دهم،  یازدهم و دوازدهم مجلس شورای اسلامی از حوزهٔ انتخابیهٔ بندرعباس، قشم، ابوموسی، حاجی‌آباد و بندرخمیر در استان هرمزگان است.
او در انتخابات مجلس دهم، اسفند ۱۳۹۴ با کسب ۱۳۶٬۹۳۵ رای از مجموع ۳۶۲٬۰۴۲ رای معادل ۳۷٫۸۲٪ آرا توانست به عنوان نفر دوم از حوزه انتخابیه بندرعباس و قشم و ابوموسی و حاجی‌آباد و بندرخمیر به مجلس راه پیدا کند.
در انتخابات یازدهمین دورهٔ مجلس هم از مجموع ۲۹۲ هزار و ۲۹۰ رای، مرادی با کسب ۱۶۷,۰۸۴ رای به‌عنوان منتخب مردم به مجلس راه یافت. 
وی پیش از نمایندگی مجلس، مسئولیت‌هایی همچون فرماندار شهرستان بندرعباس، مدیرکل سیاسی، انتظامی و امنیتی استانداری هرمزگان و معاون اداره‌کل بازرسی هرمزگان را برعهده داشته است. وی در جنگ ایران و عراق خلبان جنگنده اف ۱۴ بود